# Shuhei Terada
Pour les articles homonymes, voir Terada.
Shuhei Terada (寺田 周平, Terada Shuhei) est un footballeur japonais né le 23 juin 1975 à Yokosuka dans la préfecture de Kanagawa au Japon reconverti entraîneur.